# Саньярова, Минегуль Агельмухаметовна
Минегуль Агельмухаметовна Саньярова (9 сентября 1929, д.Узбяково, Гафурийский район, Башкирская АССР, РСФСР — 12 февраля 2010, Уфа, Башкортостан, Российская Федерация) — каменщица строительного треста № 3 г. Уфы, Герой Социалистического Труда.

## Биография
Трудовую деятельность начала в колхозе.
С 1956 г. — разнорабочая, кровельщица, затем каменщица строительного треста № 3 г. Уфы, в котором проработала почти три десятилетия. Принимала активное участие в строительстве промышленных и социальных объектов, жилья.
6 августа 1975 г. за заслуги в строительстве города Уфы ей было присвоено звание Героя Социалистического Труда. Награждена орденом Трудового Красного Знамени, медалью «За доблестный труд в Великой Отечественной войне 1941—1945 годов» и другими медалями.